# Juan Rovira Tarazona
Pour les articles homonymes, voir Rovira.
Juan Rovira Tarazona, né à Lérida le 5 mai 1930 et mort à Madrid le 3 juin 1990, est un juriste et homme politique espagnol.

## Biographie
Après avoir étudié le droit et les sciences économiques à l'Université de Madrid, Juan Rovira devient, par concours, avocat de l'État.
Il meurt chez lui, à Madrid, le 3 juin 1990.

## Activités politiques
Durant le franquisme, il occupa d'importantes fonctions au ministère des Finances, jusqu'à en devenir Sous-secrétaire de 1971 à 1973. Par la suite, il fut le fondateur de l'Action régionaliste d'Estrémadure (AREX), un parti qui s'intégra finalement dans l'Union du centre démocratique (UCD).
Le 15 juin 1977, Juan Rovira Tarazona est élu député pour Cáceres lors des législatives constituantes. Aux législatives suivantes, le 1er mars 1979, il est réélu et devient, le 6 avril suivant, ministre de la Santé et de la Sécurité sociale dans le second gouvernement d'Adolfo Suárez.
À ce poste, il régula les procédures et conditions du don d'organe pour la première fois en Espagne. Il est remplacé le 9 septembre 1980 et est désigné délégué du gouvernement en Catalogne peu après.
À la suite de la dissolution de l'UCD, du fait de son échec aux législatives de 1982, Juan Rovira n'est pas réélu et adhère à Alliance populaire de Manuel Fraga, avant de redevenir membre du Congrès des députés pour la province d'Alicante à l'occasion des élections générales anticipées de 1986.